# اريك إس. روسينغرين
اريك إس. روسينغرين (بالإنجليزية: Eric S. Rosengren)‏ هو اقتصادي أمريكي، ولد في 3 يونيو 1957 في ريدجوود في الولايات المتحدة.

## وصلات خارجية
- اريك إس. روسينغرين على موقع إن إن دي بي (الإنجليزية)